# Santo Stefano di Rogliano
Santo Stefano di Rogliano ist eine italienische Stadt in der Provinz Cosenza in Kalabrien mit 1748 Einwohnern (Stand 31. Dezember 2023).

## Lage und Daten
Santo Stefano di Rogliano liegt etwa 16 km südlich von Cosenza. Die Nachbargemeinden sind Aprigliano, Cellara, Mangone, Marzi, Paterno Calabro und Rogliano. Der Ort hat mit dem Anschluss Rogliano-Grimaldi einen Anschluss an die A3/E45 und eine Haltestelle an der Bahnstrecke Cosenza–Catanzaro.